# Arrow Air
Arrow Cargo (originalmente conocida como Arrow Air) fue una aerolínea de carga estadounidense con sede en los terrenos del Aeropuerto Internacional de Miami, un área no incorporada al condado de Miami-Dade, Florida. Operaba más de 90 vuelos de carga programados semanalmente y tenía una fuerte actividad de vuelos chárter. Arrow Air cesó sus operaciones el 29 de junio de 2010, y solicitó la protección del capítulo 11 de bancarrota el 1 de julio de 2010. Después fue liquidada.

## Destinos
Arrow Air operaba servicios de transporte de carga a los siguientes destinos:
- Destinos domésticos programados: Atlanta, San Juan (SJU) y Miami.
- Destinos internacionales programados: Mérida (MID), Iquitos (IQT), Bogotá (BOG), Lima (LIM), Panamá (PTY), San José (SJO), Santo Domingo (SDQ), Santiago (SCL) y Puerto Príncipe.

Destinos programados:
- Canadá
  - Windsor
- América Central
  - Guatemala, San Salvador, San Pedro Sula, Managua, San José, Panamá
- América del Sur
  - Bogotá, Medellín, Cali, Ciudad del Este, Guayaquil, Iquitos, Lima, Manaus, Quito, Salvador, Santiago, São Paulo, Recife, Campinas Caracas

## Flota

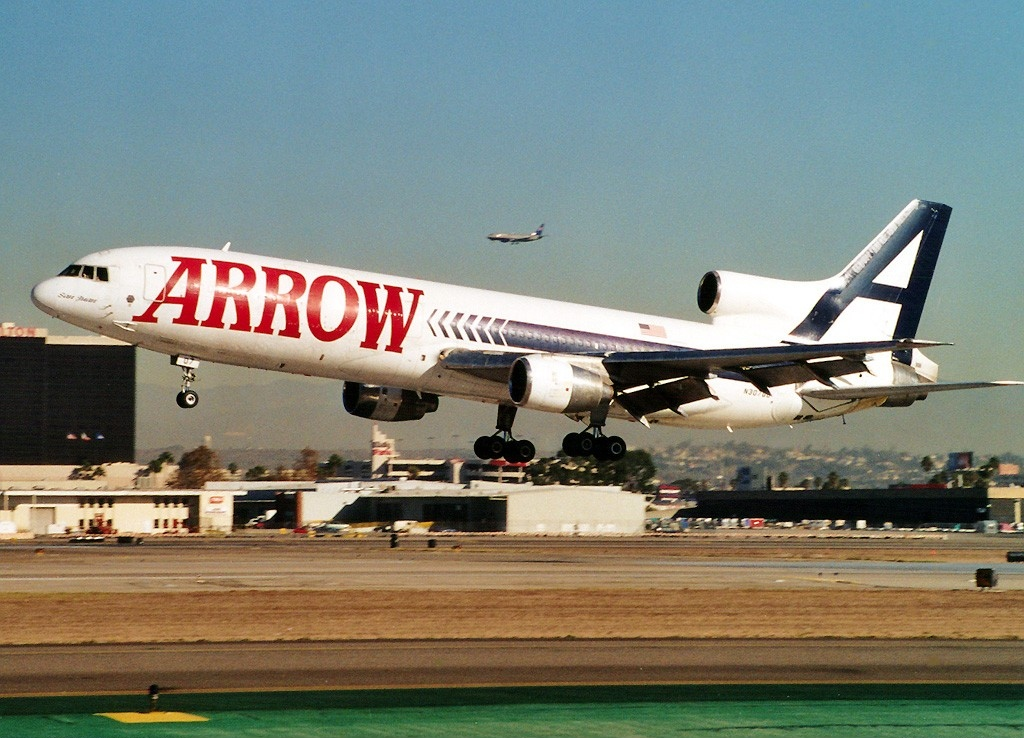
Lockheed TriStar de Arrow Air

Arrow Cargo operó las siguientes aeronaves:
- 4 Boeing 757-200
- 4 McDonnell Douglas DC-10
- 2 Boeing 747-200
- 17 McDonnell Douglas DC-8-62
- 11 McDonnell Douglas DC-8-63
- 1 McDonnell Douglas DC-8-73
- 2 McDonnell Douglas DC-10-10F
- 3 McDonnell Douglas DC-10-40F

## Incidentes y accidentes
- 7 de diciembre de 1949: un DC-3 (registro N60256), en ruta de Oakland a Sacramento, voló hacia el suelo cerca de Benicia, California, durante un mal tiempo. Todos a bordo (seis pasajeros y tres tripulantes de vuelo) murieron. El avión se estrelló contra el suelo a 800 pies de altura cuando su altitud reportada fue de 4000 pies; nunca se determinó si el accidente se debió a un error del piloto o un mal funcionamiento de los instrumentos.[6][7]
- 12 de diciembre de 1985: Un DC-8-63CF (registro N950JW), operando como el vuelo 1285 de Arrow Air, transportando personal militar estadounidense en un vuelo chárter, se estrelló en Terranova, matando a los 248 pasajeros a bordo y 8 miembros de la tripulación.[8]
- 4 de junio de 2006: Un McDonnell Douglas DC-10F (registro N68047) en ruta de Miami-Managua fue incapaz de detenerse antes del final de la pista de aterrizaje. El avión sobrepasó el extremo de la pista por unos 350 metros. El tren de aterrizaje delantero colapsó, lo que provocó graves daños a los motores en el ala de la aeronave, así como una ruptura en un depósito de combustible.[9]
- 26 de marzo de 2009: un McDonnell Douglas DC-10 en ruta Manaus-Bogotá perdió partes de un motor mientras volaba sobre Manaus. Las piezas del motor cayeron en la ciudad dañando 12 casas, el avión logró aterrizar con seguridad en el Aeropuerto Internacional El Dorado en Bogotá, Colombia. Nadie resultó herido en este incidente.[10][11]